# Шонек (Пенсільванія)
Шонек (англ. Schoeneck) — переписна місцевість (CDP) в США, в окрузі Ланкастер штату Пенсільванія. Населення — 1009 осіб (2020).

## Географія
Шонек розташований за координатами 40°14′40″ пн. ш. 76°10′29″ зх. д. / 40.24444° пн. ш. 76.17472° зх. д. (40.244437, -76.174767).  За даними Бюро перепису населення США в 2010 році переписна місцевість мала площу 8,08 км², з яких 8,00 км² — суходіл та 0,08 км² — водойми.

## Демографія
Згідно з переписом 2010 року, у переписній місцевості мешкало 1056 осіб у 333 домогосподарствах у складі 269 родин. Густота населення становила 131 особа/км².  Було 343 помешкання (42/км²).
Расовий склад населення:
| - 98,7 % — білих - 0,4 % — азіатів - 0,2 % — чорних або афроамериканців |

До двох чи більше рас належало 0,8 %. Частка іспаномовних становила 1,8 % від усіх жителів.
За віковим діапазоном населення розподілялося таким чином: 33,6 % — особи молодші 18 років, 58,1 % — особи у віці 18—64 років, 8,3 % — особи у віці 65 років та старші. Медіана віку мешканця становила 31,6 року. На 100 осіб жіночої статі у переписній місцевості припадало 94,1 чоловіків;  на 100 жінок у віці від 18 років та старших — 96,4 чоловіків також старших 18 років.
Середній дохід на одне домашнє господарство  становив 115 107 доларів США (медіана — 54 464), а середній дохід на одну сім'ю — 129 903 долари (медіана — 54 857). 
Цивільне працевлаштоване населення становило 436 осіб. Основні галузі зайнятості: транспорт — 24,5 %, будівництво — 19,7 %, освіта, охорона здоров'я та соціальна допомога — 11,7 %, виробництво — 8,7 %.